# Apanteles brevivalvatus
Apanteles brevivalvatus är en stekelart som beskrevs av Balevski och Vladimir Ivanovich Tobias 1980. Apanteles brevivalvatus ingår i släktet Apanteles och familjen bracksteklar. Inga underarter finns listade i Catalogue of Life.